# Keith Harvey
Keith Harvey (sinh ngày 25 tháng 12 năm 1934) là một cựu cầu thủ bóng đá người Anh từng thi đấu ở vị trí trung vệ.

## Sự nghiệp
Sinh ra ở Crediton, Harvey thi đấu cho Crediton United và Exeter City.